# Бирса (Селаж)
Бирса (рум. Bârsa) — село у повіті Селаж в Румунії. Входить до складу комуни Сомеш-Одорхей.
Село розташоване на відстані 391 км на північний захід від Бухареста, 19 км на північний схід від Залеу, 67 км на північний захід від Клуж-Напоки.

## Населення
За даними перепису населення 2002 року у селі проживали 165 осіб, усі — румуни. Усі жителі села рідною мовою назвали румунську.